# 科斯塔斯·肯泰里斯
康斯坦丁诺斯·“科斯塔斯”·肯泰里斯（希臘語：Κωνσταντίνος "Κώστας" Κεντέρης，羅馬化：Konstantinos "Kostas" Kenteris，發音：[konsta'dinos ce'deris]，1973年7月11日—），希腊男子田径运动员。他曾获得2000年夏季奥运会田径比赛男子200米金牌。他也曾获得2001年世界田径锦标赛男子200米冠军。